# فوينتي دي بييدرا
بلدية فوينتي دي بييدرا (بالإسبانية: Fuente de Piedra) هي بلدية تقع في مقاطعة مالقة التابعة لمنطقة أندلوسيا جنوب إسبانيا.

## الديموغرافيا
بلغ عدد سكان بلدية فوينتي دي بييدرا 2.837 نسمة عام 2011 (وفقاً للمعهد الوطني الإسباني للإحصاء).
| 2.059 | 1.940 | 2.034 | 2.146 | 2.341 | 2.783 | 2.837 |